# Marsabit Airport
Marsabit Airport är en flygplats i Kenya.   Den ligger i länet Marsabit, i den centrala delen av landet, 400 km norr om huvudstaden Nairobi. Marsabit Airport ligger 1 219 meter över havet.
Terrängen runt Marsabit Airport är huvudsakligen kuperad, men den allra närmaste omgivningen är platt. Runt Marsabit Airport är det ganska glesbefolkat, med 42 invånare per kvadratkilometer. Närmaste större samhälle är Marsabit, 2,1 km sydväst om Marsabit Airport. Omgivningarna runt Marsabit Airport är i huvudsak ett öppet busklandskap.